# Stundenleistung
Die Stundenleistung ist die von einer Arbeitskraft oder Maschine während einer Stunde erbrachte Arbeit.

## Allgemeines
Der Begriff der Stundenleistung ist vor allem in der Betriebswirtschaftslehre und der Elektrotechnik bekannt. Beiden Disziplinen ist bei der Stundenleistung gemeinsam, dass es sich um Kennzahlen handelt, die auf eine Betriebsstunde bezogen werden (vgl. Leistung (Physik)).

## Betriebswirtschaftslehre
In der Betriebswirtschaftslehre ist die Stundenleistung eine betriebswirtschaftliche Kennzahl, welche die Leistung (beispielsweise erzielte Umsatzerlöse) pro geleistete Arbeitsstunde wiedergibt. Bereits Heinrich von Stackelberg definierte 1941 die Stundenleistung einer Arbeitskraft als „die während der einzelnen Stunde erzielte Menge des Arbeitsproduktes“. Sie ist eine von vielen Kennzahlen zur Messung der Produktivität:
{\displaystyle {\text{Stundenleistung}}={\frac {\text{Absatzvolumen}}{\text{Arbeitsstunden}}}}.
Die Stundenleistung und damit die Produktivität verbessern sich, wenn bei konstanten Arbeitsstunden ein höheres Absatzvolumen hergestellt werden kann.
Wird die Arbeitsintensität einer Arbeitskraft durch Maschinen beeinflusst (etwa Fließbandarbeit), so wird die Stundenleistung ausschließlich durch die Laufgeschwindigkeit der Maschinen bestimmt und ist – bei gegebener Geschwindigkeit – im Zeitablauf konstant. Wird die Arbeitsleistung jedoch überwiegend durch die individuelle Arbeitskurve, Arbeitsleid, Arbeitsmotivation, Disposition, Fähigkeit oder den Willen der Arbeitsperson mitbestimmt, dann ist die Arbeitsleistung bei Arbeitsbeginn auf niedrigem Niveau und steigt durch Gewöhnung auf ein Maximum, um danach durch Ermüdung wieder allmählich zu sinken. Die tatsächliche Stundenleistung ist jedoch nicht wie die Arbeitskurve zweigipflig, weil davon auszugehen ist, dass physiologische Leistungstäler durch Arbeitspausen überbrückt werden. Stundenleistung und Betriebszeit sind miteinander positiv korreliert, denn die Dauer der Betriebszeit beeinflusst die mögliche Stundenleistung.

## Elektrotechnik
Als Stundenleistung bezeichnet die Elektrotechnik diejenige Leistung, die eine elektrische Maschine (beispielsweise ein Elektromotor oder ein Transformator) vom kalten Zustand ausgehend eine Stunde lang erbringen kann, ohne sich unzulässig zu erwärmen.  Die Angabe der Stundenleistung als Nennleistung war früher bei Maschinen üblich, die typischerweise wechselnden Belastungen ausgesetzt sind, wie etwa Elektrolokomotiven. Heute wird der Dauerbetrieb als Nennbetrieb angenommen.
Die Dauerleistung kann beliebig lange erbracht werden, ohne dass die Maschine zu heiß wird.
Neben der Stundenleistung ist bei Elektrolokomotiven auch die Kurzzeitleistung von Interesse. Diese ist je nach Typ und Leistungsstufe auf drei bis maximal zehn Minuten beschränkt und kann in Situationen, die besonders hohe Leistung erfordern, abgerufen werden (Beschleunigen schwerer Züge, Fahrt auf steilen Rampen). Dabei heizen sich mehrere Bauteile der Lok, insbesondere Transformator und -öl und die Elektromotoren so stark auf, dass sie danach eine längere Abkühlphase benötigen, innerhalb derer maximal die Dauerleistung abgerufen werden darf. Sind die Temperaturen wieder entsprechend gesunken, kann die Kurzzeitleistung erneut abgerufen werden, ohne durch Überhitzung bleibende Schäden an den Bauteilen hervorzurufen.